# Billie Jean King-kupa-finálé
A Billie Jean King-kupa finálé a női teniszválogatottak évenként megrendezésre kerülő Billie Jean King-kupa versenysorozatának befejező tornája, a női teniszválogatottak világbajnoksága. A tornát első alkalommal 2020. április 14–19. között Budapesten rendezték volna, azonban a koronavírus-járvány miatt a rendezvényt először 2021. áprilisra halasztották, majd azt az időpontot is törölték. 2021-ben Magyarország már nem vállalta más időpontban a rendezést, ezért arra első alkalommal 2021. november 1–6 között Prágában kerül sor. 2020–2022 között a Papp László Budapest Sportaréna adott volna otthont fedett salakpályán a 12 nemzet válogatottja részvételével megrendezésre kerülő eseménynek.
A Fed-kupa történetében 2020-tól a korábbi évektől eltérő lebonyolítási rendszerben, egy helyszínen, 12 nemzet részvételével kerül sor a legjobb női teniszcsapatok végső megméretésére. 2020-ban a torna összdíjazása ugyanannyi, 18 millió dollár, mint a férfiak számára rendezett Davis-kupáé, amelyből 12 millió dollárt a játékosok között osztanak szét, 6 millió dollár a szövetségeké.

## A résztvevők
A fináléban 12 csapat indulhat:
- az előző évi döntő két csapata;
- a kvalifikációs kör nyolc győztes csapata;
- egy szabadkártyás, amely csapatot az előző években nyújtott teljesítménye alapján választanak ki;
- a finálé házigazdája.

## A lebonyolítás módja
A csapatok négy 3 fős csoportban körmérkőzéses formában küzdenek meg. A négy csoportgyőztes ezt követően egyenes kieséses mérkőzésen játszik az elődöntőben, melynek két győztese alkotja a döntő mezőnyét. A döntő győztese nyeri el az 1963-ban alapított Fed-kupa trófeát, melybe belegravírozzák a győztes nevét.
A csapatok három mérkőzésen mérik össze tudásukat: két egyéni mérkőzés után következik a páros, amely utóbbit függetlenül az egyéni mérkőzések eredményétől, kötelező lejátszani. Amelyik csapat legalább két győzelmet szerez, nyeri az adott összecsapást.
A döntő két csapata a következő évben is a Fed-kupa finálé résztvevője. A 3–10. helyezett csapatok a következő évi versenysorozatban a kvalifikációs körben indulhatnak, míg a 11¬–12. helyezett csapatok a Világcsoport I. küzdelmeiben folytathatják.

## A torna menetrendje
A torna hat napig tart.
- Az első négy napon a körmérkőzések zajlanak négy darab hármas csoportban.
- Az ötödik napon rendezik a két elődöntőt.
- A hatodik napon kerül sor a döntőre.

## A Fed-kupa finálék döntőinek eredményei
| Év   | Győztes     | Eredmény | Döntős      | Borítás    | Rendező város               |
| ---- | ----------- | -------- | ----------- | ---------- | --------------------------- |
| 2021 | Oroszország | 2–0      | Svájc       | Kemény (f) | Prága, Csehország           |
| 2022 | Svájc       | 2–0      | Ausztrália  | Kemény (f) | Glasgow, Egyesült Királyság |
| 2023 | Kanada      | 2–0      | Olaszország | Kemény (f) | Sevilla, Spanyolország      |
| 2024 | Olaszország | 2–0      | Szlovákia   | Kemény (f) | Málaga, Spanyolország       |
| 2025 |             | –        |             |            | Sencsen, Kína               |
| 2026 |             | –        |             |            | Sencsen, Kína               |
| 2027 |             | –        |             |            | Sencsen, Kína               |